# アメリカ・ザ・ビューティフル
アメリカ・ザ・ビューティフル（英: America the Beautiful）は、アメリカ合衆国の愛国歌。日本語では美しきアメリカとも表記される。作詞はキャサリン・リー・ベイツ、作曲はサミュエル・A・ワード。

## 概要
1895年、ベイツはThe Congregationalistの定期号に詩を書いたことがきっかけ。歌詞にはロッキー山脈にあるパイクスピークの山頂に愛国の大自然の美しさと素晴らしさを表現していたという。1910年に初めてこの曲が完成した。
毎年開催されるスーパーボウルでは国歌斉唱前に必ず歌うのが慣例されている。